# March 87P
A March 87P egy Formula–1-es versenyautó, melyet a March csapat versenyeztetett az 1987-es Formula–1 világbajnokság során, egyetlen futam, a brazil nagydíj erejéig. A csapat egyetlen pilótával nevezett, Ivan Capellivel.
A March ebben az évben döntött úgy, hogy visszatér a sportágba néhány év kihagyás után, miután a Leyton House nevű japán cég vállalta finanszírozni Cesare Gariboldi projektjét. Új autójuk, a March 871 azonban nem készült el az idény első versenyére, a brazil nagydíjra. Köztes megoldásként úgy döntöttek, hogy erre az egy versenyre a 87P nevű autóval neveznek, amely a Formula–3000-ben versenyzett March 87B átépített változata volt. A legnagyobb kihívást a Ford-Cosworth DFZ motor beépítése jelentette, mert a 87B kasztnija kisebb egységekhez lett tervezve, ráadásul az üzemanyagtank is alulméretes volt. Át kellett még építeni a hátsó felfüggesztést is, amely aerodinamikai szempontból kedvezőtlen volt.
Ennek megfelelően a versenyhétvége rosszul sikerült: Capelli huszonharmadiknak, az utolsó helyre kvalifikálta magát, majdnem 20 másodperccel lemaradva a pole-időtől, de még az előtte végző Pascal Fabre is 4 másodpercet adott neki. Ezt látva a csapat úgy döntött, hogy felesleges kínlódniuk a versenyen, és fennállt a veszélye, hogy a kis üzemanyagtartály miatt amúgy se tudnának végigmenni, ezért inkább visszaléptették Capellit, hogy az autó motorját megmentsék későbbre.